# Charles Erskine
Charles Erskine (ur. 13 lutego 1739 w Rzymie, zm. 20 marca 1811 w Paryżu) – włoski kardynał, szkockiego pochodzenia.

## Życiorys
Urodził się 13 lutego 1739 roku w Rzymie, jako syn Colina Erskine i Agaty Gigli. Studiował na La Sapienzy, gdzie uzyskał doktorat z prawa, a następnie został sędzią Trybunału Obojga Sygnatur. W 1793 roku udał się do Anglii by negocjować ewentualną koalicję antyfrancuską. 23 lutego 1802 roku został kreowany kardynałem in pectore. Jego nominacja na kardynała diakona została ogłoszona na konsystorzu 17 stycznia 1803 roku i nadano mu diakonię Santa Maria in Portico (Campitelli). 22 stycznia 1804 roku przyjął święcenia diakonatu. Uczestniczył w cywilnym ślubie Napoleona z Marią Ludwiką, jednak nie wziął udziału w uroczystości religijnej, ze względu na zły stan zdrowia. Zmarł 20 marca 1811 roku w Paryżu.